# Železniška postaja Stranje
Železniška postaja Stranje je ena izmed železniških postaj v Sloveniji, ki oskrbuje bližnje naselje Stranje.